# Wilhelm Meisters Abschied
Der Roman Wilhelm Meisters Abschied von Leonie Ossowski ist eine Parodie der Wilhelm-Meister-Romane von Goethe, der das Personal der Lehrjahre in die Berliner Hausbesetzerszene versetzt. Ossowski folgte dabei dem Vorbild Ulrich Plenzdorfs, der 1972/73 mit Schauspiel und Roman Die neuen Leiden des jungen W. Goethes Werther zur Vorlage einer gesellschaftskritischen Behandlung der Situation der Jugendlichen in der DDR gewählt hatte. Der Roman ist weniger originell in der Umgestaltung der Handlung und verzichtet weitgehend auf eine Konfrontation der Sprache Goethes mit – poetisch überhöhter – aktueller Jugendsprache und war weniger erfolgreich.

## Bibliographische Angaben
- Leonie Ossowski: Wilhelm Meisters Abschied. Roman. Beltz und Gelberg, Weinheim 1982, ISBN 3-407-80639-6.